# Peter Fassbender

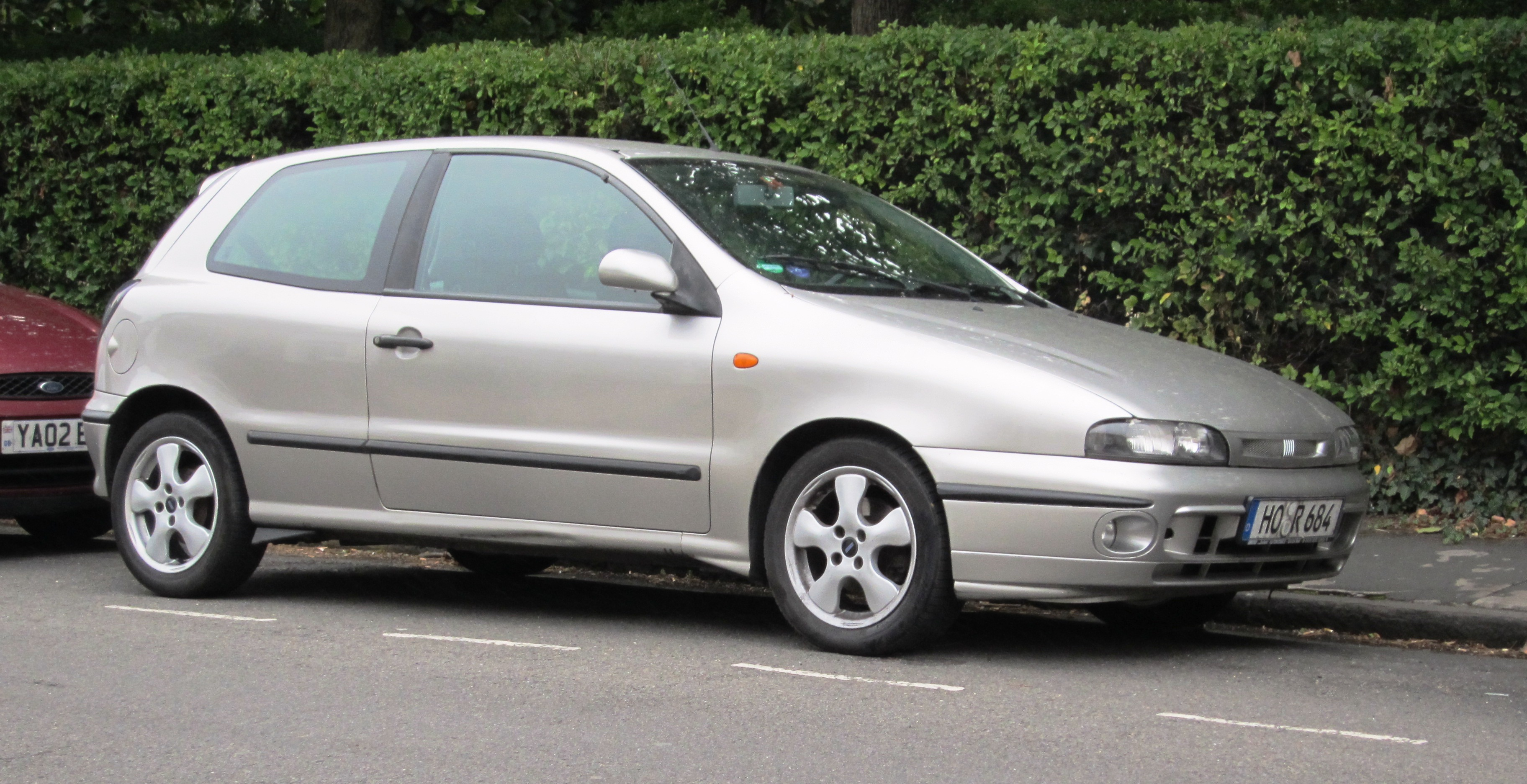
La Fiat Bravo del 1995

Peter Fassbender (...) è un designer tedesco attivo nella progettazione di automobili. Legato esclusivamente al marchio Fiat prima in Europa, poi in Sud America.

## Carriera

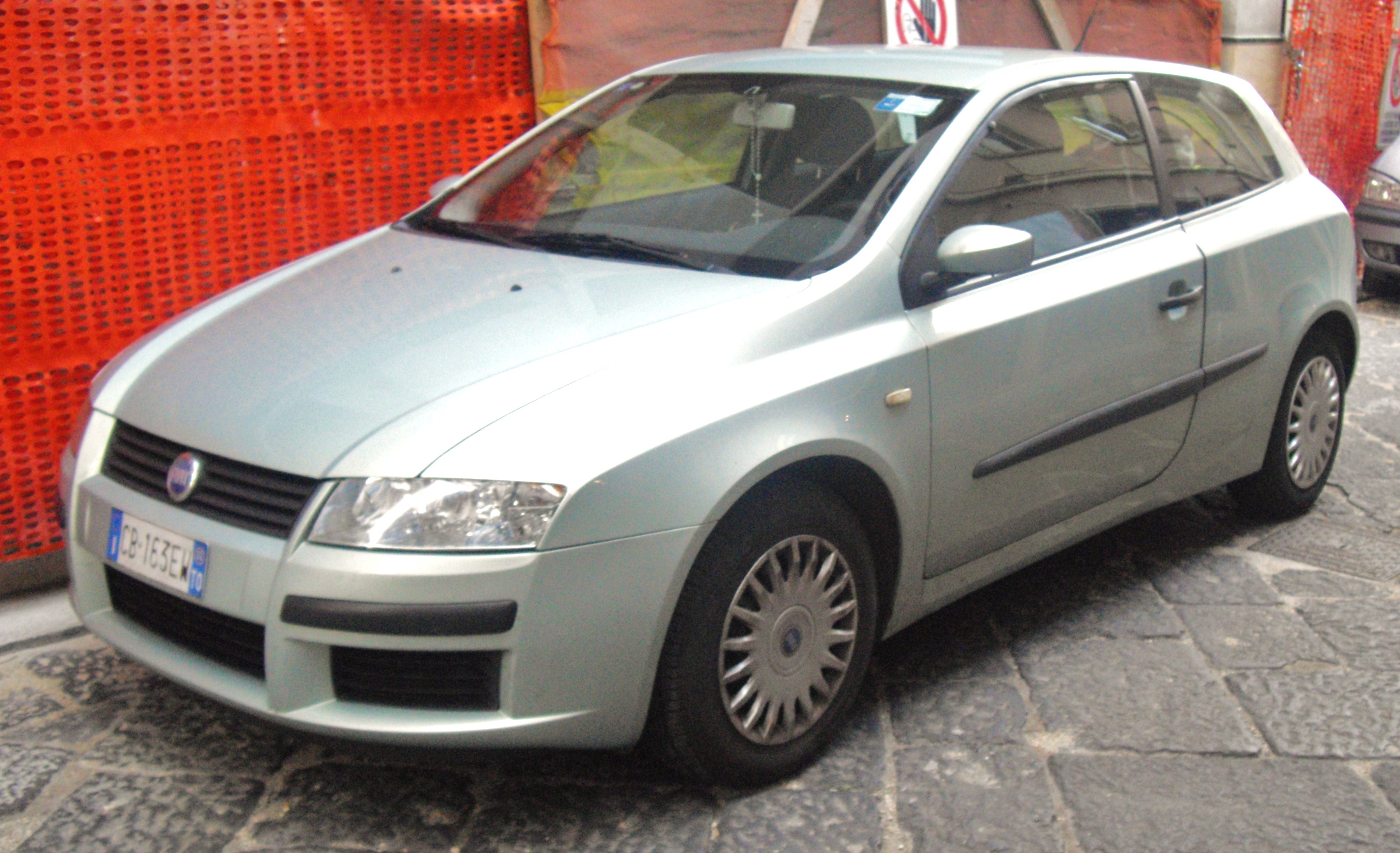
La Fiat Stilo tre porte del 2001

Si laurea in design industriale con specializzazione in design automobilistico alla università di scienze applicate "Fachhochschule" di Pforzheim (Germania) e nel 1989 si trasferisce a Torino, in Italia. Entra subito in Fiat come designer di esterni, ruolo che copre per quasi 4 anni, fino al 1993, per poi essere promosso a responsabile degli esterni del gruppo Fiat, dove si assume la responsabilità degli esterni di Fiat Bravo (1995) e Fiat Stilo (2001). Lavora a Torino in Fiat Auto fino al settembre 2002, per più di 13 anni. Nel 2002 viene promosso a responsabile dell'intero centro stile Fiat per il mercato sudamericano e si trasferisce in Brasile dove si assume la responsabilità dei modelli Fiat Toro, Fiat Mobi e Fiat Argo. Attualmente è capo dello stile Fiat LATAM (Fiat per il mercato sudamericano). 